# Cima delle Otto
La Cima delle Otto (in tedesco Achternock) è una vetta situata nella parte occidentale del gruppo delle Vedrette di Ries. 
Con un'altitudine di 2.667 m s.l.m., la cima rappresenta il punto più settentrionale della cresta che delimita la Valle del Gel a ovest.

## Caratteristiche
Si trova a sud della Valle di Riva, all'imbocco della Valle del Gel, all’interno del Parco naturale Vedrette di Ries-Aurina, in provincia di Bolzano, Trentino-Alto Adige.
Questa cresta si dirama dal Piccolo Monte Fumo, che fa parte della dorsale principale del Gruppo delle Vedrette di Ries, e si sviluppa quasi esattamente in direzione nord.
A nord della Cima delle Otto si trova un'altra cima, il Monte Pozza (2.566 m s.l.m.), che però costituisce semplicemente un punto della cresta.
Da Campo Tures, la Cima delle Otto appare come una piramide imponente a ovest, al di sopra della Val di Riva.
La prima ascensione documentata della Cima delle Otto avvenne il 12 luglio 1878 ad opera di Rudolf Seyerlen, sotto la guida di Johann Niederwieser.

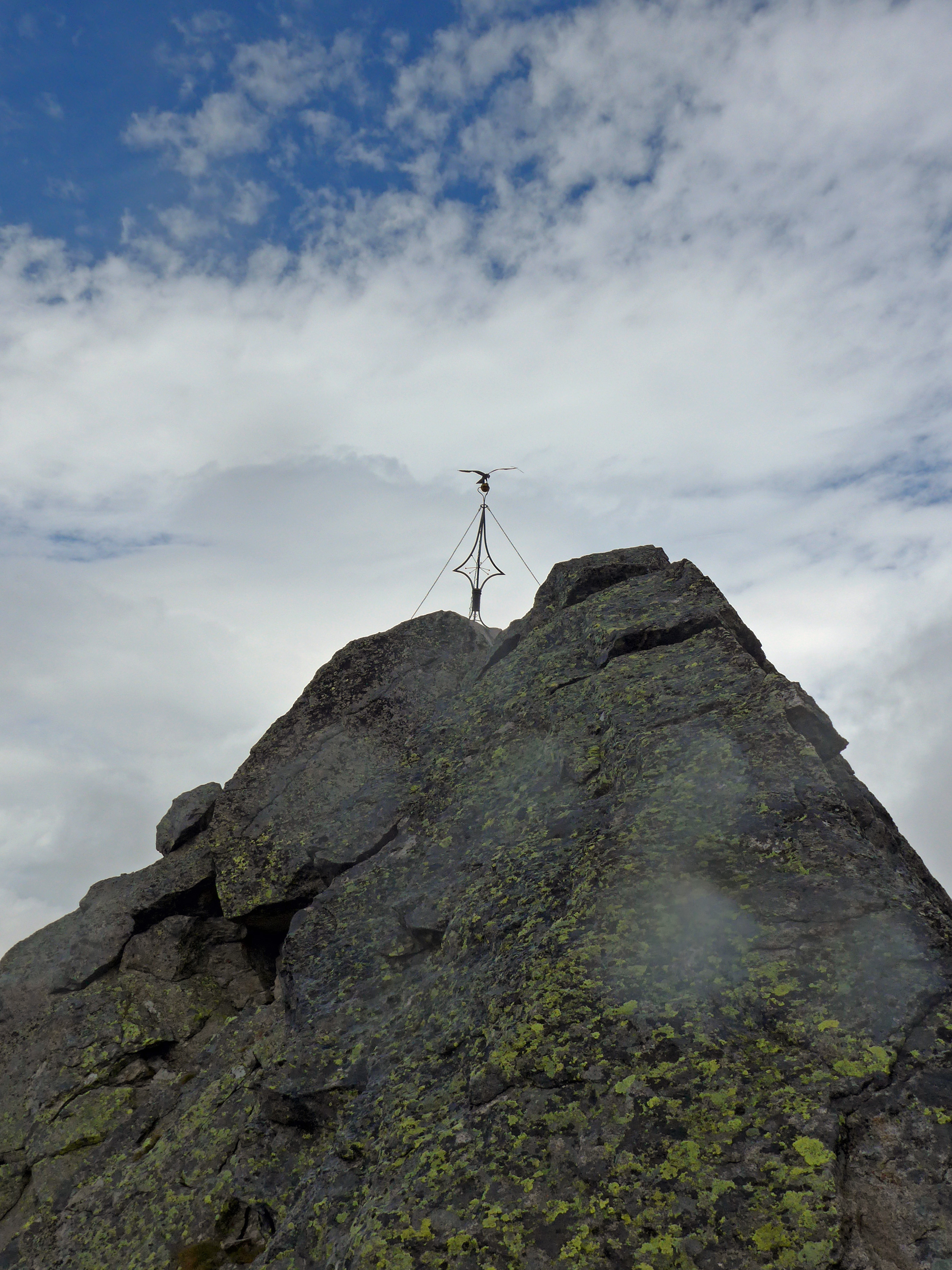
Rocce di vetta e croce di vetta della Cima delle Otto viste da sud.

Sulla cima si trova una croce di vetta, sulla cui sommità è stata collocata una riproduzione di un'aquila.

## Itinerari di salita
L’accesso più semplice alla Cima delle Otto avviene da sud-ovest, partendo dalla Malghetta della Valle del Gel (1995 m s.l.m.), raggiungibile in circa un’ora dalla Val di Riva. Da qui si segue una traccia di sentiero che risale in direzione sud-ovest fino alla base della cresta sud della montagna.
Si raggiunge la cresta nel suo tratto più agevole, a sud della vetta, quindi si prosegue lungo il filo, aggirando occasionalmente alcuni passaggi sui versanti laterali. Il percorso, che presenta tratti di facile arrampicata (UIAA I), conduce fino alla roccia sommitale.
Per raggiungere la vetta, si aggira il salto roccioso con un passaggio leggermente esposto sul versante est, affrontando infine un ultimo tratto più impegnativo (UIAA II) dal lato nord, che porta direttamente alla croce di vetta.